# 中村孝
中村 孝（なかむら たかし、1917年12月 - 2009年2月19日）は、日本の工学者、実業家。電元社製作所代表取締役、一般社団法人明専会元会長、工学博士。社団法人日本溶接協会、財団法人日本溶接技術センター、摩擦圧接協会などの設立に奔走し、溶接技術向上、人材育成、工業標準確立の中心的役割を果した。

## 来歴・人物
山口県徳山市（現周南市）出身。1940年に明治専門学校（現・九州工業大学）電気工学科を卒業し、三菱重工業株式会社名古屋航空機製作所に入社した。1945年にフタバ産業株式会社の設立に参加し、常務取締役、監査役などを歴任した。1950年に電元社製作所株式会社に移り、取締役技術部長、常務取締役、専務取締役、代表取締役を歴任した。1962年に「点溶接における加圧力の実験的研究」で大阪大学から工学博士の学位を受けた。この年より九州工業大学の同窓会組織である社団法人明専会の理事に就任し、1978年に副会長、1988年から1996年まで会長を務めた。1965年に溶接学会の佐々木賞を受賞、1977年に黄綬褒章、1988年に勲五等旭日章、1989年に紺綬褒章を受章した。2009年、死去。
「母校創立の精神と、明専～九州工大と連なる輝かしい伝統に想いを馳せ、100年の歩みを伝えるような記念館を、創っていただくようお願いいたします」との書信とともに、九州工業大学創立100周年記念の記念館の建設費として5億円を寄付した。2013年、百周年中村記念館が開館。竜巻研究の世界的権威である藤田哲也の業績と中村の業績を讃えるギャラリーが一般公開されている。